# シュテファン＝ボルツマンの法則
シュテファン=ボルツマンの法則（シュテファンボルツマンのほうそく、英語: Stefan–Boltzmann law）は、熱輻射により黒体から放出される電磁波のエネルギーと温度の関係を表した物理法則である。ヨーゼフ・シュテファンが1879年に実験的に明らかにし、弟子のルートヴィッヒ・ボルツマンが1884年に理論的な証明を与えた。「ステファン」のカナ表記、呼称も用いられる。
この法則によると、熱輻射により黒体から放出されるエネルギーは熱力学温度の4乗に比例する。
放射発散度を I、熱力学温度を T とすれば
{\displaystyle I=\sigma T^{4}}
という関係が成り立つ。放射発散度と熱力学温度の関係として表した時の比例係数 σ はシュテファン=ボルツマン定数と呼ばれる。
現実の物体は黒体であるとは限らない。その場合は 0 ≤ ε ≤ 1 の係数を用いて
{\displaystyle I=\epsilon \sigma T^{4}}
のように補正される。
係数 ε は放射率（emissivity）、もしくは射出率と呼ばれる。厳密には放射率は波長に依存するため、この関係は近似的なものである。
放出されるエネルギーを放射輝度 L で表せば
{\displaystyle L={\frac {1}{\pi }}I={\frac {\sigma }{\pi }}T^{4}}
となる。
空間に放出された電磁波のエネルギー密度 u で表せば
{\displaystyle u={\frac {4}{c}}I={\frac {4\sigma }{c}}T^{4}}
となる。

## シュテファン=ボルツマン定数
シュテファン=ボルツマン定数は、シュテファン=ボルツマンの法則において、黒体の温度と放射発散度を結びつける物理定数である。
記号は通常 σ が用いられる。
シュテファン=ボルツマン定数はプランクの法則により他の普遍定数と理論的に関係付けられている。
その値は
{\displaystyle \sigma ={\frac {2\pi ^{5}k^{4}}{15c^{2}h^{3}}}=5.670~374~419\dotsc \times 10^{-8}\ {\text{W}}\ {\text{m}}^{-2}\ {\text{K}}^{-4}}
である（2018 CODATA推奨値）。ここで c は光速度、h はプランク定数、k はボルツマン定数である。
放射輝度との関係として表した時の係数は
{\displaystyle {\frac {\sigma }{\pi }}\approx 1.804\times 10^{-8}\ {\text{W}}\ {\text{m}}^{-2}\ {\text{sr}}^{-2}\ {\text{K}}^{-4}}
となる。また、エネルギー密度との関係として表した時の係数は
{\displaystyle {\frac {4\sigma }{c}}\approx 7.566\times 10^{-16}\ {\text{J}}\ {\text{m}}^{-3}\ {\text{K}}^{-4}}
となる。

## 熱力学からの導出
この法則は光子気体のエネルギー密度 u と圧力 p の関係
{\displaystyle p={\frac {u}{3}}}
から導くことができる。これと U = uV を熱力学的状態方程式
{\displaystyle \left({\frac {\partial U}{\partial V}}\right)_{T}=T\left({\frac {\partial p}{\partial T}}\right)_{V}-p}
に代入することで微分方程式
{\displaystyle {\frac {du}{dT}}={\frac {4u}{T}}}
が得られる。これを解くことで
{\displaystyle u\propto T^{4}}
が導かれる。

## スペクトルとの関係
この法則とヴィーンの変位則により、黒体輻射における電磁波のスペクトルの形に対する制限が見いだされる。
波長 λ で表した放射発散度のスペクトルは
{\displaystyle I_{\lambda }(\lambda ,T)={\frac {c_{1}}{\lambda ^{5}}}f(c_{2}/\lambda T)}
となる。あるいは、振動数 ν で表したスペクトルは
{\displaystyle I_{\nu }(\nu ,T)={\frac {c_{1}}{c^{4}}}\nu ^{3}f{\Big (}(c_{2}/c)\nu /T{\Big )}}
となる。
実際、全ての波長について積分した放射発散度は
{\displaystyle I(T)=\int _{0}^{\infty }I_{\nu }(\nu ,T)\,d\nu ={\frac {c_{1}}{c^{4}}}\int _{0}^{\infty }\nu ^{3}f{\Big (}(c_{2}/c)\nu /T{\Big )}\,d\nu ={\frac {c_{1}T^{4}}{{c_{2}}^{4}}}\int _{0}^{\infty }x^{3}f(x)\,dx}
となり、積分が収束すればシュテファン=ボルツマンの法則 I∝T4 が導かれ、シュテファン=ボルツマン定数が
{\displaystyle \sigma ={\frac {c_{1}}{{c_{2}}^{4}}}\int _{0}^{\infty }x^{3}f(x)\,dx}
と計算される。

### プランクの法則による計算
プランクの法則によれば、振動数 ν で表した放射発散度のスペクトルは
{\displaystyle I(\nu ,T)={\frac {2h}{c^{2}}}{\frac {\nu ^{3}}{\mathrm {e} ^{h\nu /kT}-1}}}
で与えられる。
これは
{\displaystyle f(x)={\frac {1}{\mathrm {e} ^{x}-1}}}
の形をしている。放射定数は
{\displaystyle c_{1}=2\pi hc^{2},~c_{2}={\frac {hc}{k}}}
であり、シュテファン=ボルツマン定数は
{\displaystyle \sigma ={\frac {2\pi k^{4}}{c^{2}h^{3}}}\int _{0}^{\infty }{\frac {x^{3}\ }{\mathrm {e} ^{x}-1}}dx}
となる。
積分はゼータ関数の特殊値の知識を用いて計算される。
ガンマ関数を用いたリーマンゼータ関数の定義式
{\displaystyle \zeta (s)={\frac {1}{\Gamma (s)}}\int _{0}^{\infty }{\frac {u^{s-1}}{\mathrm {e} ^{u}-1}}du}
により、この積分は
{\displaystyle \int _{0}^{\infty }{\frac {x^{3}}{\mathrm {e} ^{x}-1}}dx=\Gamma (4)\zeta (4)=6\cdot {\frac {\pi ^{4}}{90}}={\frac {\pi ^{4}}{15}}}
となる。
従って、シュテファン=ボルツマン定数は
{\displaystyle \sigma ={\frac {2\pi ^{5}k^{4}}{15c^{2}h^{3}}}}
と計算される。

### ヴィーン近似による計算
高周波数領域における近似式であるヴィーンの公式においては
{\displaystyle f(x)=\mathrm {e} ^{-x}}
の形をしており、積分は
{\displaystyle \int _{0}^{\infty }x^{3}\,\mathrm {e} ^{-x}dx=\Gamma (4)=6}
となる。2つの放射定数がプランクの法則に基づく値と等しいとしてシュテファン=ボルツマン定数を計算すれば
{\displaystyle \sigma _{\text{Wien}}={\frac {12\pi k^{4}}{c^{2}h^{3}}}={\frac {\sigma }{\zeta (4)}}={\frac {\sigma }{1.0823\ldots }}}
となり、プランクの法則から導いた値と比べて少し小さい値となる。

### レイリー近似による計算
低周波数領域における近似式であるレイリーの公式においては
{\displaystyle f(x)={\frac {1}{x}}}
の形をしている。積分は
{\displaystyle \int _{0}^{\infty }x^{2}dx}
であり、発散してしまう。

## 応用例

### 太陽の表面温度の導出
この法則を用いて太陽の表面温度を概算することができる。
シュテファン自身もこの法則を用いて、太陽の表面温度を約6000 ℃と推定している。
太陽が時間あたりに放出する電磁波の放射エネルギー（全放射束、天文学における光度）Ls は、太陽の半径を Rs とすると太陽の表面積は 4πRs2 なので、太陽を黒体であると仮定して、シュテファン=ボルツマンの法則より太陽の表面温度を T として
{\displaystyle L_{\text{s}}=4\pi {R_{\text{s}}}^{2}\times \sigma T^{4}}
と表される。
地球付近で太陽の方向に向いた面への放射照度 E は太陽定数と呼ばれる量で、大気圏外の人工衛星による観測でその値が知られている。
太陽と地球の距離を a とすると、放射照度の放射強度 I への換算は
{\displaystyle I=a^{2}E}
となる。放射強度を全ての方向について足し合わせれば全放射束となる。太陽が全ての方向へ等しく放出していると考えれば、全立体角 4π をかけて
{\displaystyle L_{\text{s}}=4\pi I=4\pi a^{2}E}
となる。
従って太陽の表面温度は
{\displaystyle T={\sqrt[{4}]{{\frac {E}{\sigma }}{\frac {a^{2}}{{R_{\text{s}}}^{2}}}}}}
と表される。
それぞれの定数の値、太陽定数 E=1.37×103 W/m2、軌道長半径 a=1.496×1011 m、太陽半径 Rs=6.960×108 m を代入すれば、表面温度は
{\displaystyle T\simeq 5780\ {\text{K}}}
と計算される。